# 王文恒
帕弗罗，本名王文恒，1864年—1900年6月10日）是东正教北京传道团神职人员，死于义和团之乱。1902年，他被俄罗斯东正教会封为殉道者。

## 生平
王文恒于1864年出生。1881年，作为“一个诚实、温良、听话且在传教方面很有天赋”的人，他被传教团团长弗拉维安大主教任命为传教师。作为俄罗斯教会驻北京传教团的成员，他与中国神父弥特若梵保持着密切的友好关系。
在义和团起义爆发时，帕弗罗曾多次向亲友和社区成员预警即将发生的灾难，他认为局势会迅速恶化并导致针对教徒的暴力。然而，他的预言未被重视，许多人甚至嘲讽他，声称他未来会主动否认自己的说法。1900年6月2日，义和团拳民在北京及周边地区展开大规模破坏行动。帕弗罗的财产被洗劫一空，房屋亦遭焚毁。他在混乱中仅抢救出少量银两，随后逃往非教徒亲戚家寻求庇护。
起初，亲戚们口头承诺收留他，但形势急转直下。他们趁帕弗罗虚弱之际，抢走了他仅存的银两，并将他驱逐出门。这一背叛行为使帕弗罗彻底失去立足之地，陷入无家可归、食不果腹的绝境。最终，1900年6月10日傍晚，帕弗罗及其家人在北京被义和团武装杀害，全家殉难。遇难者包括：帕弗罗本人及其62岁的母亲叶卡杰林娜、37岁的妻子撒拉、11岁的儿子约安和9岁的女儿亚力山德拉。